# Василенко, Сергей Владимирович
Сергей Владимирович Василенко (род. 2 августа 1971, пгт Ржищев, Кагарлыкский район, Киевская область) — украинский политик. Народный депутат Украины.

## Биография
С 1989 по 1997 учился в Национальном аграрном университете, который окончил по специальности инженер-механик.
1997—2001 — работал начальником отдела внешнеэкономических связей ООО «Лаки-Краски» в городе Ужгород.
2001—2002 — советник Председателя Закарпатской областной государственной администрации, служащий 10 ранга.
С 2002—2005 учился в Ужгородском национальном университете, который закончил по специальностям юрист и специалист по финансам.
В 2002 году — начальник отдела приема официальных делегаций и протокольного обеспечения аппарата Закарпатской областной государственной администрации, служащий 7 ранга.
С 2002 по 2003 — помощник Председателя Государственного комитета Украины по делам национальностей и миграций, управляющий делами Государственного комитета Украины по делам национальностей и миграций.
В 2003—2005 учился в Военном инженерном институте Подольского государственного аграрно-технического университета, который закончил по специальности военное управление.
В 2004 защитил кандидатскую диссертацию, кандидат исторических наук.
С 2005 по 2006 — начальник Главного Управления МЧС Украины в АР Крым.
В 2006—2007 гг. — заместитель начальника Государственной инспекции гражданского защиты и технологии безопасности МЧС Украины.
С 26 декабря 2007 года — народный депутат Украины. Избран по многомандатному общегосударственному округу от блока «Наша Украина — Народная Самооборона», порядковый номер в списке 77. На момент избрания: беспартийный, образование высшее, временно не работает, проживает в городе Симферополе. Дата приобретения депутатских полномочий — 25 декабря 2007 г. Член депутатской фракции Блока «Наша Украина — Народная Самооборона». Председатель подкомитета по вопросам экологической политики и экологической безопасности Комитета Верховной Рады Украины по вопросам экологической политики, природопользования и ликвидации последствий Чернобыльской катастрофы. Член групп по межпарламентским связям: с Республикой Куба, с Венгерской Республикой, Соединенными Штатами Америки, с Китайской Народной Республикой с Федеративной Республикой Германия. С 3 июля 2012 — член фракции Партии регионов.

### Политическая позиция
- 27 апреля 2010 голосовал за ратификацию соглашения Януковича — Медведева, то есть за продление пребывания ЧФ России на территории Украины до 2042 г.
- 5 июня 2012 года голосовал за языковой законопроект, авторами которого стали члены Партии Регионов Сергей Кивалов и Вадим Колесниченко. Фракция Наша Украина — Народная самооборона исключила Сергея Василенко из состава фракции.

### Семейное положение
Женат. Жена — Василенко Наталья Владимировна; сын — Василенко Антон Сергеевич, 1991 г.р.; дочь — Василенко Полина Сергеевна, 1997 г.р.; дочь — Василенко Елизавета Сергеевна, 2008 г.р.